# Copa Libertadores 1981
Navigation
Édition précédente Édition suivante
La Copa Libertadores 1981 est la 22e édition de la Copa Libertadores. Le club vainqueur de la compétition est désigné champion d'Amérique du Sud 1981 et se qualifie pour la Coupe intercontinentale 1981.
Ce sont les Brésiliens du CR Flamengo qui l'emportent cette saison, après avoir disposé en finale du club chilien de Cobreloa. Pour la première fois depuis 1964, la finale oppose deux équipes qui atteignent pour la première fois ce niveau de la compétition. Ce succès de Flamengo constitue la quatrième Libertadores pour le football brésilien. Zico, auteur de quatre buts en finale, est sacré meilleur joueur et meilleur buteur de l'épreuve, avec un total de onze réalisations.
La compétition conserve le même format que lors de l'édition précédente : les vingt équipes engagées sont réparties en cinq poules (avec pour chaque poule deux clubs de deux pays). Seul le premier de chaque groupe accède au deuxième tour, qui remplace les demi-finales, où ils sont rejoints par le tenant du titre. Deux poules de trois sont formées et le meilleur de chaque poule se qualifie pour la finale, jouée en matchs aller-retour, avec un match d'appui éventuel en cas d'égalité sur les deux rencontres.

## Clubs engagés
- Club Nacional de Football - Tenant du titre
- Club Atlético River Plate - Vainqueur du tournoi Metropolitano 1980
- CA Rosario Central - Vainqueur du tournoi Nacional 1980
- Club Deportivo Jorge Wilstermann - Champion de Bolivie 1980
- The Strongest La Paz - Vice-champion de Bolivie 1980
- Clube de Regatas do Flamengo - Champion du Brésil 1980
- Clube Atlético Mineiro - Vice-champion du Brésil 1980
- Club de Deportes Cobreloa - Champion du Chili 1980
- CF Universidad de Chile - Vainqueur de la Liguilla pré-Libertadores 1980
- Atlético Junior - Champion de Colombie 1980
- Asociación Deportivo Cali - Vice-champion de Colombie 1980
- Barcelona Sporting Club - Champion d'Équateur 1980
- Club Deportivo Técnico Universitario - Vice-champion d'Équateur 1980
- Club Olimpia - Champion du Paraguay 1980
- Cerro Porteño - Vice-champion du Paraguay 1980
- Club Sporting Cristal - Champion du Pérou 1980
- Club Atlético Torino - Vice-champion du Pérou 1980
- Club Atlético Peñarol - 1er de la Liguilla pré-Libertadores 1980
- Club Atlético Bella Vista - 2e de la Liguilla pré-Libertadores 1980
- Estudiantes de Mérida - Champion du Venezuela 1980
- Portuguesa FC - Vice-champion du Venezuela 1980

## Compétition

### Premier tour
| Rang | Équipe                    | Pts | J | G | N | P | Bp | Bc | Diff |  | Résultats (▼ dom., ► ext.) | DCa | RPl | Ros | Jun |
| ---- | ------------------------- | --- | - | - | - | - | -- | -- | ---- |  | -------------------------- | --- | --- | --- | --- |
| 1    | Asociación Deportivo Cali | 8   | 6 | 4 | 0 | 2 | 10 | 6  | +4   |  | Asociación Deportivo Cali  |     | 2-1 | 1-0 | 4-1 |
| 2    | Club Atlético River Plate | 7   | 6 | 3 | 1 | 2 | 9  | 6  | +3   |  | Club Atlético River Plate  | 1-2 |     | 3-2 | 3-0 |
| 3    | CA Rosario Central        | 6   | 6 | 3 | 0 | 3 | 11 | 7  | +4   |  | CA Rosario Central         | 2-1 | 0-1 |     | 5-0 |
| 4    | Atlético Junior           | 3   | 6 | 1 | 1 | 4 | 3  | 14 | -11  |  | Atlético Junior            | 1-0 | 0-0 | 1-2 |     |

| Rang | Équipe                    | Pts | J | G | N | P | Bp | Bc | Diff |  | Résultats (▼ dom., ► ext.) | Peñ | BVi | Est | Por |
| ---- | ------------------------- | --- | - | - | - | - | -- | -- | ---- |  | -------------------------- | --- | --- | --- | --- |
| 1    | Club Atlético Peñarol     | 11  | 6 | 5 | 1 | 0 | 13 | 3  | +10  |  | Club Atlético Peñarol      |     | 3-1 | 4-2 | 3-0 |
| 2    | Club Atlético Bella Vista | 9   | 6 | 4 | 1 | 1 | 16 | 5  | +11  |  | Club Atlético Bella Vista  | 0-0 |     | 3-1 | 4-0 |
| 3    | Estudiantes de Mérida     | 2   | 6 | 0 | 2 | 4 | 5  | 14 | -9   |  | Estudiantes de Mérida      | 0-2 | 1-4 |     | 1-1 |
| 4    | Portuguesa FC             | 2   | 6 | 0 | 2 | 4 | 1  | 13 | -12  |  | Portuguesa FC              | 0-1 | 0-4 | 0-0 |     |

| Rang | Équipe                       | Pts | J | G | N | P | Bp | Bc | Diff |  | Résultats (▼ dom., ► ext.)   | Fla | Min | CPo | Oli |
| ---- | ---------------------------- | --- | - | - | - | - | -- | -- | ---- |  | ---------------------------- | --- | --- | --- | --- |
| 1    | Clube de Regatas do Flamengo | 8   | 6 | 2 | 4 | 0 | 14 | 9  | +5   |  | Clube de Regatas do Flamengo |     | 2-2 | 5-2 | 1-1 |
| 2    | Clube Atlético Mineiro       | 8   | 6 | 2 | 4 | 0 | 8  | 6  | +2   |  | Clube Atlético Mineiro       | 2-2 |     | 2-2 | 1-0 |
| 3    | Cerro Porteño                | 4   | 6 | 1 | 2 | 3 | 9  | 12 | -3   |  | Cerro Porteño                | 2-4 | 0-1 |     | 0-0 |
| 4    | Club Olimpia                 | 4   | 6 | 0 | 4 | 2 | 1  | 5  | -4   |  | Club Olimpia                 | 0-0 | 0-0 | 0-3 |     |

| Match d'appui pour la 1re place | Clube de Regatas do Flamengo | - | Clube Atlético Mineiro | Goiana |
| 21 août 1981                    |                              |   |                        |        |

- Le match a été arrêté après 37 minutes puisque l'Atlético Mineiro ne comptait plus que 6 joueurs sur le terrain après l’expulsion de 5 joueurs. Flamengo fut déclaré vainqueur 1-0.

| Rang | Équipe                               | Pts | J | G | N | P | Bp | Bc | Diff |  | Résultats (▼ dom., ► ext.)           | Str | JWi | Bar | Uni |
| ---- | ------------------------------------ | --- | - | - | - | - | -- | -- | ---- |  | ------------------------------------ | --- | --- | --- | --- |
| 1    | The Strongest La Paz                 | 8   | 6 | 4 | 0 | 2 | 13 | 9  | +4   |  | The Strongest La Paz                 |     | 2-0 | 1-0 | 4-2 |
| 2    | Club Deportivo Jorge Wilstermann     | 8   | 6 | 4 | 0 | 2 | 9  | 9  | 0    |  | Club Deportivo Jorge Wilstermann     | 3-2 |     | 1-0 | 3-1 |
| 3    | Barcelona Sporting Club              | 6   | 6 | 3 | 0 | 3 | 8  | 8  | 0    |  | Barcelona Sporting Club              | 2-1 | 3-0 |     | 2-1 |
| 4    | Club Deportivo Técnico Universitario | 2   | 6 | 1 | 0 | 5 | 11 | 15 | -4   |  | Club Deportivo Técnico Universitario | 2-3 | 1-2 | 4-1 |     |

| Match d'appui pour la 1re place | The Strongest La Paz | 1 - 4 | Club Deportivo Jorge Wilstermann | Stade Ramón Aguilera, Santa Cruz de la Sierra |  |
| 8 mai 1981                      | Gilberto             |       | , Jairzinho · Taborga · Salguero |                                               |  |

| Rang | Équipe                    | Pts | J | G | N | P | Bp | Bc | Diff |  | Résultats (▼ dom., ► ext.) | Cob | Cri | UCh | Tor |
| ---- | ------------------------- | --- | - | - | - | - | -- | -- | ---- |  | -------------------------- | --- | --- | --- | --- |
| 1    | Club de Deportes Cobreloa | 9   | 6 | 3 | 3 | 0 | 14 | 3  | +11  |  | Club de Deportes Cobreloa  |     | 6-1 | 1-0 | 6-1 |
| 2    | Club Sporting Cristal     | 8   | 6 | 3 | 2 | 1 | 9  | 11 | -2   |  | Club Sporting Cristal      | 0-0 |     | 3-2 | 2-1 |
| 3    | CF Universidad de Chile   | 6   | 6 | 2 | 2 | 2 | 8  | 6  | +2   |  | CF Universidad de Chile    | 0-0 | 1-1 |     | 3-0 |
| 4    | Club Atlético Torino      | 1   | 6 | 0 | 1 | 5 | 5  | 16 | -11  |  | Club Atlético Torino       | 1-1 | 1-2 | 1-2 |     |

### Deuxième tour
| Rang | Équipe                    | Pts | J | G | N | P | Bp | Bc | Diff |  | Résultats (▼ dom., ► ext.) | Fla | ACa | JWi |
| ---- | ------------------------- | --- | - | - | - | - | -- | -- | ---- |  | -------------------------- | --- | --- | --- |
| 1    | CR Flamengo               | 8   | 4 | 4 | 0 | 0 | 10 | 2  | +8   |  | CR Flamengo                |     | 3-0 | 4-1 |
| 2    | Asociación Deportivo Cali | 3   | 4 | 1 | 1 | 2 | 2  | 5  | -3   |  | Asociación Deportivo Cali  | 0-1 |     | 1-0 |
| 3    | CD Jorge Wilstermann      | 1   | 4 | 0 | 1 | 3 | 3  | 8  | -5   |  | CD Jorge Wilstermann       | 1-2 | 1-1 |     |

| Rang | Équipe                     | Pts | J | G | N | P | Bp | Bc | Diff |  | Résultats (▼ dom., ► ext.) | Cob | Nac | Peñ |
| ---- | -------------------------- | --- | - | - | - | - | -- | -- | ---- |  | -------------------------- | --- | --- | --- |
| 1    | Club de Deportes Cobreloa  | 7   | 4 | 3 | 1 | 0 | 9  | 5  | +4   |  | Club de Deportes Cobreloa  |     | 2-2 | 4-2 |
| 2    | Club Nacional de FootballT | 3   | 4 | 0 | 3 | 1 | 5  | 6  | -1   |  | Club Nacional de Football  | 1-2 |     | 1-1 |
| 3    | Club Atlético Peñarol      | 2   | 4 | 0 | 2 | 2 | 4  | 7  | -3   |  | Club Atlético Peñarol      | 0-1 | 1-1 |     |

### Finale
| 13 novembre 1981 | Clube de Regatas do Flamengo | 2 – 1 | Club de Deportes Cobreloa | Stade Maracanã, Rio de Janeiro                   |                                                  |
|                  | Zico 12e 30e                 |       | Merello 65e               | Spectateurs : 93 985 Arbitrage : Carlos Esposito | Spectateurs : 93 985 Arbitrage : Carlos Esposito |

| 20 novembre 1981 | Club de Deportes Cobreloa | 1 – 0 | Clube de Regatas do Flamengo | Estadio Nacional, Santiago                     |                                                |
|                  | Merello 79e               |       |                              | Spectateurs : 61 721 Arbitrage : Ramón Barreto | Spectateurs : 61 721 Arbitrage : Ramón Barreto |

| 23 novembre 1981 | Clube de Regatas do Flamengo | 2 – 0 | Club de Deportes Cobreloa | Stade Centenario, Montevideo                   |                                                |
|                  | Zico 18e 79e                 |       |                           | Spectateurs : 30 200 Arbitrage : Roque Cerullo | Spectateurs : 30 200 Arbitrage : Roque Cerullo |

| Vainqueur de la Copa Libertadores 1981     |
| ------------------------------------------ |
| Clube de Regatas do Flamengo Premier titre |